# Књига пророка Амоса
Књига пророка Амоса (хеб: Sefer Amos) је једна од књига хебрејског Танаха, међу хришћанима познатог као Стари завет.
Амос је најстарији старозаветни пророк чије су нам речи сачуване у виду књиге. Деловао је у VIII веку п. н. е. Књигу су написали Амосови ученици и следбеници. Она представља компилацију различитих говора и пророштава које је он изрекао у различитим приликама.